# Vassil Khmialeuski
Vassil Khmialeuski   (Hrodna, 14 de gener de 1948 - 2002) fou un atleta belarús, especialista en el llançament de martell, que va competir sota bandera de la Unió Soviètica durant la dècada de 1970.
El 1972 va prendre part en els Jocs Olímpics d'Estiu de Munic, on va guanyar la medalla de bronze en la prova del llançament de martell del programa d'atletisme. Va fer un llançament de 74,04 metres i va finalitzar darrere del seu compatriota Anatoly Bondarchuck (75,50 m) i l'alemany Jochen Sachse (74,96 m). En el seu palmarès també destaca una medalla de plata en les Universíades de 1970. El 1971 i 1972 fou tercer en el Campionat de l'URSS.
Una vegada retirat va treballar com a professor d'educació física, però un alcoholisme creixent va fer que fos acomiadat. Durant la dècada de 1980 va passar quatre anys a la presó per delictes de desordre públic. Va morir la primavera del 2002 a causa d'una insuficiència cardíaca.

## Millors marques
- Llançament de martell. 74,98 cm (1975)[5]